# Siergiej Kutuzow
Siergiej Dmitrijewicz Kutuzow (ros. Сергей Дмитриевич Кутузов; ur. 9 kwietnia 1999) – rosyjski zapaśnik startujący w stylu klasycznym. Srebrny medalista mistrzostw świata w 2021. 
Drugi na MŚ U-23 w 2021. Trzeci na ME U-21 w 2021 roku.